# Гаяна на літніх Олімпійських іграх 2016
Гаяна на літніх Олімпійських іграх 2016 представляли 6 спортсменів у 2 видах спорту. Жодної медалі олімпійці Гаяна не завоювали.

## Спортсмени
| Дисципліна     | Чоловіки | Жінки | Разом |
| -------------- | -------- | ----- | ----- |
| Легка атлетика | 2        | 2     | 4     |
| Плавання       | 1        | 1     | 2     |
| Разом          | 3        | 3     | 6     |

## Легка атлетика
Легенда
- Note – для трекових дисциплін місце вказане лише для забігу, в якому взяв участь спортсмен
- Q = пройшов у наступне коло напряму
- q = пройшов у наступне коло за добором (для трекових дисциплін - найшвидші часи серед тих, хто не пройшов напряму; для технічних дисциплін - увійшов до визначеної кількості фіналістів за місцем якщо напряму пройшло менше спортсменів, ніж визначена кількість)
- NR = Національний рекорд
- N/A = Коло відсутнє у цій дисципліні
- Bye = спортсменові не потрібно змагатися у цьому колі

Трекові і шосейні дисципліни
| Спортсмен        | Дисципліна                   | Попередній забіг | Попередній забіг | Чвертьфінал | Чвертьфінал | Півфінал         | Півфінал         | Фінал            | Фінал            |
| Спортсмен        | Дисципліна                   | Результат        | Місце            | Результат   | Місце       | Результат        | Місце            | Результат        | Місце            |
| ---------------- | ---------------------------- | ---------------- | ---------------- | ----------- | ----------- | ---------------- | ---------------- | ---------------- | ---------------- |
| Вінстон Джордж   | біг на 400 метрів (чоловіки) | 45.77            | 5                | Н/Д         | Н/Д         | Завершив виступ  | Завершив виступ  | Завершив виступ  | Завершив виступ  |
| Бренесса Томпсон | біг на 100 метрів (жінки)    | Bye              | Bye              | 11.72       | 7           | Завершила виступ | Завершила виступ | Завершила виступ | Завершила виступ |
| Бренесса Томпсон | біг на 200 метрів (жінки)    | 23.65            | 7                | Н/Д         | Н/Д         | Завершила виступ | Завершила виступ | Завершила виступ | Завершила виступ |
| Алія Абрамс      | біг на 400 метрів (жінки)    | 52.79            | 5                | Н/Д         | Н/Д         | Завершила виступ | Завершила виступ | Завершила виступ | Завершила виступ |

Технічні дисципліни
| Спортсмен  | Дисципліна                   | Кваліфікація       | Кваліфікація | Фінал              | Фінал |
| Спортсмен  | Дисципліна                   | Результат у метрах | Місце        | Результат у метрах | Місце |
| ---------- | ---------------------------- | ------------------ | ------------ | ------------------ | ----- |
| Трой Доріс | потрійний стрибок (чоловіки) | 16.81              | 4 q          | 16.90              | 7     |

## Плавання
| Спортсмен        | Дисципліна                       | Попередній заплив | Попередній заплив | Півфінал         | Півфінал         | Фінал            | Фінал            |
| Спортсмен        | Дисципліна                       | Час               | Місце             | Час              | Місце            | Час              | Місце            |
| ---------------- | -------------------------------- | ----------------- | ----------------- | ---------------- | ---------------- | ---------------- | ---------------- |
| Ганнібал Гаскін  | 100 метрів батерфляєм (чоловіки) | 58.57             | 42                | Завершив виступ  | Завершив виступ  | Завершив виступ  | Завершив виступ  |
| Джаміла Санмуган | 50 метрів вільним стилем (жінки) | 28.88             | 63                | Завершила виступ | Завершила виступ | Завершила виступ | Завершила виступ |